# Лазурка
Лазу́рка (рос. Лазурка) — село у складі Зміїногорського району Алтайського краю, Росія. Входить до складу Зміїногорської міської ради.

## Населення
Населення — 200 осіб (2010; 292 у 2002).
Національний склад (станом на 2002 рік):
- росіяни — 96 %